# Umělecké plavání na mistrovství Evropy v plaveckých sportech 2010
Závody v uměleckém (synchronizovaném) plavání na mistrovství Evropy v plaveckých sportech za rok 2010 proběhly v Budapešti v Maďarsku ve dnech 4. až 15. srpna 2010.

## Česká stopa
V disciplíně sólo startovalo 13 závodnic – Soňa Bernardová (*1976) z TJ Tesla Brno obsadila 7. místo.
V disciplíně dvojic startovalo 17 dvojic – Soňa Bernardová (*1976) z TJ Tesla Brno a Alžběta Dufková (*1990) z TJ Tesla Brno obsadily 8. místo.
V disciplíně KOMBO startovalo 10 týmů – Soňa Bernardová (*1976) z TJ Tesla Brno, Eva Burdová (*1991) z TJ Tesla Brno, Alžběta Dufková (*1990) z TJ Tesla Brno, Tereza Hrbáčová (*1988) z TJ Tesla Brno, Denisa Hrubá (*1989) z TJ Tesla Brno, Markéta Kincová (*1992) z TJ Tesla Brno, Romana Kohutková (*1989) z TJ Tesla Brno, Natálie Koubková (*1991) z TJ Tesla Brno, Sabina Langerová (*1994) z TJ Tesla Brno a Andrea Rybářová (*1991) z TJ Tesla Brno obsadily 7. místo.

## Výsledky

### Individuální disciplíny
| Ženy | Zlato                    | Zlato  | Stříbro                 | Stříbro | Bronz                    | Bronz  |
| ---- | ------------------------ | ------ | ----------------------- | ------- | ------------------------ | ------ |
| Sólo | Natalija Iščenková (RUS) | 98,900 | Andrea Fuentesová (ESP) | 96,600  | Lolita Ananasovová (UKR) | 93,000 |

### Týmové disciplíny
| Ženy    | Zlato | Zlato  | Stříbro | Stříbro | Bronz | Bronz  |
| ------- | --- | ------ | --- | ------- | --- | ------ |
| Dvojice | Rusko (RUS) (Natalija Iščenková, Svetlana Romašinová) | 98,700 | Španělsko (ESP) (Ona Carbonellová, Andrea Fuentesová) | 96,700  | Ukrajina (UKR) (Darija Jušková, Ksenija Sydorenková) | 93,400 |
| Tým     | Rusko (RUS) (Elvira Chasjanovová, Darija Korobovová, Alexandra Packevičová, Svetlana Romašinová, Alla Šiškinová, Anželika Timaninová, Alexandra Zujevová, *Natalija Iščenková, *Olga Kuželová)                       | 99,000 | Španělsko (ESP) (Clara Basianaová, Alba Cabellová, Ona Carbonellová, Margalida Crespíová, Andrea Fuentesová, Thaïs Henríquezová, Paula Klamburgová, Cristina Salvadorová)                                         | 96,900  | Ukrajina (UKR) (Lolita Ananasovová, Inha Hillerová, Olena Hrečychinová, Julija Marjanková, Oleksandra Sabadová, Kateryna Sadurská, Ksenija Sydorenková, Anna Vološynová)                                    | 92,800 |
| KOMBO   | Rusko (RUS) (Anastasija Jermakovová, Natalija Iščenková, Elvira Chasjanovová, Darija Korobovová, Olga Kuželová, Alexandra Packevičová, Svetlana Romašinová, Alla Šiškinová, Anželika Timaninová, Alexandra Zujevová) | 98,300 | Španělsko (ESP) (Clara Basianová, Alba Cabellová, Ona Carbonellová, Margalida Crespíová, Andrea Fuentesová, Thaïs Henríquezová, Paula Klamburgová, Irene Montrucchiová, Irina Rodríguezová, Cristina Salvadorová) | 97,000  | Ukrajina (UKR) (Lolita Ananasovová, Inha Hillerová, Olena Hrečychinová, Darija Jušková, Olha Kondrašovová, Julija Marjanková, Oleksandra Sabadová, Kateryna Sadurská, Ksenija Sydorenková, Anna Vološynová) | 94,100 |

## Medailová bilance
V uměleckém plavání se rozdělily celkem 4 sady medailí.
| Pořadí | Stát            |       | Muži    | Muži  | Muži  |         | Ženy  | Ženy  | Ženy    |       | Muži + Ženy | Muži + Ženy | Muži + Ženy | Celkem |
| Pořadí | Stát            | Zlato | Stříbro | Bronz | Zlato | Stříbro | Bronz | Zlato | Stříbro | Bronz |             |             |             | Celkem |
| ------ | --------------- | ----- | ------- | ----- | ----- | ------- | ----- | ----- | ------- | ----- | ----------- | ----------- | ----------- | ------ |
| 1.     | Rusko (RUS)     |       | 0       | 0     | 0     |         | 4     | 0     | 0       |       | 4           | 0           | 0           | 4      |
| 2.     | Španělsko (ESP) |       | 0       | 0     | 0     |         | 0     | 4     | 0       |       | 0           | 4           | 0           | 4      |
| 3.     | Ukrajina (UKR)  |       | 0       | 0     | 0     |         | 0     | 0     | 4       |       | 0           | 0           | 4           | 4      |
| Celkem | Celkem          |       | 0       | 0     | 0     |         | 4     | 4     | 4       |       | 4           | 4           | 4           | 12     |